# Politique à Trinité-et-Tobago

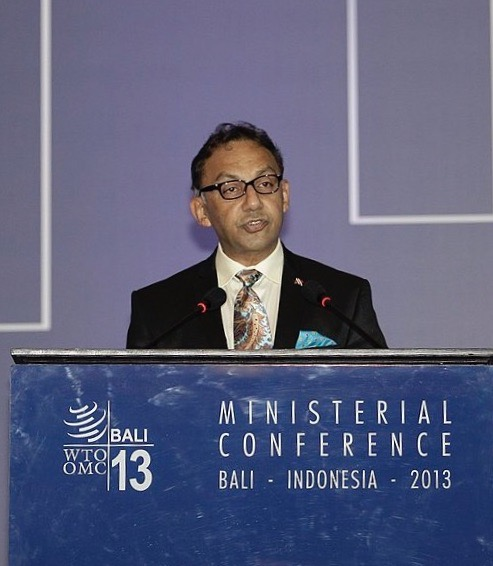
Vasant Bharath s'exprimant lors de la Conférence ministérielle de l'OMC à Bali, Indonésie en 2013.

Trinité-et-Tobago est un État unitaire à régime parlementaire inspiré du Royaume-Uni. La Constitution de 1976 a remplacé la reine de Trinité-et-Tobago par un président à la tête de l’État, qui demeure cependant au sein du Commonwealth.
Le cabinet des ministres, dirigé par le Premier ministre, exerce le contrôle et la direction générale de l’État et en répond devant le Parlement.

## Pouvoir exécutif
| Fonction                    | Nom                | Parti        | Depuis           |
| --------------------------- | ------------------ | ------------ | ---------------- |
| Présidente de la République | Christine Kangaloo | Indépendante | 20 mars 2023     |
| Premier ministre            | Keith Rowley       | PNM          | 9 septembre 2015 |

Le président de la République est élu par le Parlement pour un mandat de cinq ans. Il nomme le cabinet ainsi que le Premier ministre parmi les parlementaires.
Chacune des deux îles est dotée d’un gouvernement local.

## Pouvoir législatif
Le Parlement est composé de deux chambres. La Chambre des représentants compte 36 membres élus pour cinq ans dans des circonscriptions à siège unique. Le Sénat compte 31 membres, dont 16 issus du parti au pouvoir et nommés par le Premier ministre, 6 issus de l’opposition nommés par le chef de l’opposition et 9 indépendants nommés par le président.

## Pouvoir judiciaire
La Cour d’appel constitue la plus haute instance du pays. Son président est nommé par le chef de l’État après consultation du Premier ministre et du leader de l’opposition. La juridiction de dernière instance est exercée par le Conseil privé à Londres.
Trinité-et-Tobago a été choisi par la Communauté caribéenne pour accueillir le siège du la Cour caribéenne de justice, qui devait remplacer le Conseil privé à l’automne 2003. Sa mise en place a cependant été retardée, et la cour n’était toujours pas en fonction en 2007.
Il est à noter que Trinité-et-Tobago est un des derniers états au monde à pratiquer la peine de mort obligatoire pour les homicides (théoriquement appliquée quelles que soient les circonstances du crime ou circonstances atténuantes).

## Pour approfondir